# Reconnaissance des caractères à l'encre magnétique
 (mai 2019).
Si vous disposez d'ouvrages ou d'articles de référence ou si vous connaissez des sites web de qualité traitant du thème abordé ici, merci de compléter l'article en donnant les références utiles à sa vérifiabilité et en les liant à la section « Notes et références ».

Le code de reconnaissance de caractères à l'encre magnétique (Magnetic ink character recognition code, en anglais), désigné par code MICR, est une technologie de reconnaissance de caractères principalement utilisée dans le secteur bancaire pour faciliter le traitement et la compensation des chèques et d'autres documents. L'encodage MICR, appelé ligne MICR, se trouve au bas des chèques et d'autres pièces justificatives et comprend généralement l'indicateur du type de document, le numéro d'identification de la banque, le numéro du compte bancaire, le numéro du chèque, le montant du chèque et un indicateur de contrôle. Cette technologie permet aux lecteurs MICR de numériser et de lire les informations directement dans un appareil de collecte de données. Contrairement aux codes à barres et aux technologies similaires, les caractères MICR peuvent être lus facilement par les humains. La police de caractères MICR E-13B a été adoptée comme norme internationale par la norme ISO 1004: 1995, mais la police de caractères CMC-7 est largement utilisée en Europe, au Brésil, au Mexique et dans certains autres pays.

Les 14 caractères de la police E-13B. Les caractères de contrôle encadrant chaque bloc numérique sont (de gauche à droite) le numéro de transit et d'institution financière, on-us, montant et le séparateur.

Un exemple de la police CMC-7 MICR. Les 15 caractères de la police CMC-7 sont indiqués. Les caractères de contrôle après les chiffres sont (de gauche à droite): interne, terminateur, montant, acheminement et un caractère inutilisé.

Deux polices MICR sont principalement utilisées: l'E-13B et le CMC-7. L'E-13B a un jeu de 14 caractères, tandis que le CMC-7 en a 15 - les 10 caractères numériques ainsi que des caractères de contrôle.
La police MICR E-13B est la police utilisée en Australie, au Canada, au Royaume-Uni, aux États-Unis et dans d'autres pays. Outre les chiffres décimaux, il contient également les symboles suivants: 
- ⑆ (transit de l'institution financière: utilisé pour délimiter le code de la banque ),
- ⑈ (on-us: utilisé pour délimiter un numéro de compte client),
- ⑇ (montant: utilisé pour délimiter le montant de la transaction),
- ⑉ (séparateur: utilisé pour délimiter des parties de numéros, par exemple des numéros d'acheminement ou des numéros de compte).

La plupart des pays européens, dont la France et l'Italie, et d'autres pays comme le Brésil et le Mexique utilisent la police de caractères CMC-7, développée par le groupe Bull en 1957.

## Lecteur MICR
Les caractères MICR sont imprimés sur les documents dans l'une ou l'autre des polices MICR. L'encre utilisée dans l'impression est une encre ou un toner magnétisable (communément appelé encre magnétique), contenant généralement de l'oxyde de fer. Le document est encodé par un lecteur MICR. L'encre est d'abord magnétisée. Ensuite, les caractères sont passés sur une tête de lecture MICR, un périphérique similaire à la tête de lecture d’un magnétophone. Lorsque chaque caractère passe au-dessus de la tête, il génère un signal unique, facilement identifiable par le système.
L'utilisation de MICR permet une lecture fiable des caractères même s'ils ont été surimprimés ou obscurcis par d'autres marques, telles que des tampons d'annulation et des signatures. [réf. nécessaire]   Le taux d'erreur pour le balayage magnétique d'un contrôle typique est plus petit qu'avec les systèmes de reconnaissance optique de caractères. [réf. nécessaire]   Pour les documents MICR bien imprimés, le taux de "rejet" est généralement inférieur à 1%, [réf. nécessaire]   alors que le taux de substitution (taux de lecture erronée) est de l'ordre de 1 pour 100 000 caractères. [réf. nécessaire]   Les articles rejetés sont «traités à la main».
Ainsi, lorsque le chèque est inséré dans le lecteur MICR (également appelé machine de tri des chèques), il peut lire le code MICR même s’il contient d’autres marques ou tampons. Ainsi, la machine découvre facilement à quelle banque appartiennent les chèques et peut les trier en conséquence. Les chèques triés sont acheminés vers une chambre de compensation centralisée pour être redistribués aux différentes banques. Celles-ci procèdent ensuite à leur propre traitement MICR afin de déterminer quels comptes des clients sont imputés et à quelles succursales les chèques doivent être versés. Cependant, de nombreuses banques ne remplissent plus cette dernière étape. les chèques sont numérisés pour stockage.
Le tri des chèques est effectué en fonction de la couverture géographique des banques d’un pays.

## Unicode
Les caractères MICR ont été ajoutés à la norme Unicode en juin 1993 avec la publication de la version 1.1.
Le bloc Unicode contenant des caractères MICR est appelé Reconnaissance Optique de Caractères et couvre U + 2440 – U + 245F.
| en fr  | 0 | 1 | 2 | 3 | 4 | 5 | 6 | 7 | 8 | 9 | A | B | C | D | E | F |
| ------ | - | - | - | - | - | - | - | - | - | - | - | - | - | - | - | - |
| U+2440 | ⑀ | ⑁ | ⑂ | ⑃ | ⑄ | ⑅ | ⑆ | ⑇ | ⑈ | ⑉ | ⑊ |   |   |   |   |   |
| U+2450 |   |   |   |   |   |   |   |   |   |   |   |   |   |   |   |   |

Les zones grises indiquent des points de code non attribués.

## Histoire
Avant le milieu des années 1940, les chèques étaient traités manuellement à l'aide de la méthode Tri-A-Matic ou Top Tab Key. Le traitement et la compensation des chèques prenaient beaucoup de temps et représentaient un coût important des opérations bancaires. À mesure que le nombre de contrôles a augmenté, des moyens ont été recherchés pour automatiser le processus. Des normes ont été élaborées pour assurer l'uniformité entre les institutions financières. Au milieu des années 50, le Stanford Research Institute et le laboratoire d’informatique de General Electric  avaient mis au point le premier système automatisé permettant de traiter les effets à l’aide de la technologie MICR. La même équipe a également développé la police E13B MICR. "E" fait référence à la police considérée comme la cinquième, et "B" au fait que ce soit la deuxième version. Le "13" fait référence à la largeur des caractères qui es de 0,013 pouce.
En 1958, l’ American Bankers Association (ABA) a adopté la police E13B comme norme MICR pour les documents négociables aux États-Unis. À la fin de 1959, les premiers chèques étaient imprimés avec MICR. L’ABA a adopté la norme MICR, car les machines pouvaient lire l'impression MICR avec précision. De plus, les caractères MICR restaient lisibles aux machines, même si on avait étampé, écris ou si l'effet était endommagé.
La technologie MICR a été adoptée dans de nombreux pays, avec quelques variantes. En 1963, l'ANSI a adopté la police E13B de l'ABA comme norme pour l'impression MICR. Bien que la conformité aux normes MICR soit volontaire aux États-Unis, leur utilisation avec des chèques est presque universelle. E13B MICR a également été normalisé en tant que norme ISO 1004: 1995. La police de caractères E13B a été adoptée comme norme aux États-Unis, au Canada, au Royaume-Uni, en Australie et dans d'autres pays.
La police CMC-7 a été développée en France par le groupe Bull en 1957. Il a été adopté comme norme MICR en Argentine, en France, en Italie et dans certains autres pays européens.
Dans les années 1960, les polices MICR sont devenues un symbole de la modernité ou du futurisme, menant à la création de polices de caractères similaires à des "ordinateurs" imitant l'apparence des polices MICR, qui, contrairement aux vraies polices MICR, avaient un jeu de caractères complet.
MICR, ou E-13B, est également utilisé pour coder des informations dans d'autres applications telles que: promotions des ventes, coupons, cartes de crédit, billets d'avion, reçus de primes d'assurance, billets de dépôt, etc.
E13b est la version spécialement développée pour l’impression Lithographie offset. Il y avait une version subtilement différente pour la typographie, appelée E13a. En outre, il existait un système Rival nommé 'Fred' (dispositif électronique de lecture de figures) qui utilisait des figures plus conventionnelles.